# Вадковский, Яков Егорович
Яков Егорович Вадковский (1774—1820) — генерал-майор, участник Русско-шведской войны (1808—1809) и Отечественной войны 1812 года, командир бригады 17-й пехотной дивизии. Брат генерал-майора Ивана Вадковского.

## Биография
Родился в 1774 году в семье капитана Егора Фёдоровича Вадковского (1745-91). На военную службу записан в 1793 г. сержантом в Преображенский полк, позже был переписан каптенармусом в Семёновский лейб-гвардии полк. В том же году произведен в прапорщики.
Чина полковника был удостоен в 1800 году. С 23 сентября 1805 года назначен командиром Петровского мушкетёрского полка, а в период с 1806 по 1807 годы занимался формированием Либавского мушкетерского полка в Смоленске. Вскоре был назначен шефом этого полка. С этим полком принимал участие в Русско-шведской войне (1808—1809 гг.). За отличие при отражении десанта шведских войск у г. Або 14 июня 1808 года удостоен ордена Святого Георгия 3-го класса, довольно редкой для полковников награды.

…отражал неприятеля и подавал пример удивительного мужества, приобрел похвалу не только генералов, но всех офицеров и самих нижних чинов…— реляция
В звание генерал-майора произведен 16 июня 1808 года. В связи с болезнью 25 декабря 1811 года вышел в отставку. В связи с началом Отечественной войны 1812 года 8 августа 1812 года был вновь принят на службу и прикомандирован к войскам генерала М. А. Милорадовича, с которым участвовал в Бородинском сражении. После пленения генерал-майора П. А. Тучкова возглавил бригаду 17-й пехотной дивизии в составе Белозерского и Вильманстрандского полков. За битву награждён орденом Святого Владимира 3-й степени. Согласно представлению к награде Вадковский во главе Вильманстрандского полка и 500 ратников Московского ополчения «невзирая на сильный ружейный огонь бросился в штыки и опрокинул неприятеля, причем получил сильную контузию».
По окончании битвы продолжил службу при главных силах М. И. Кутузова, а в конце 1813 года подал рапорт об отставке из-за болезни.
Рапорт был удовлетворен и 22 июня 1814 года Вадковский был уволен с мундиром, а за отличную службу пожалован орденом Святой Анны 1-й степени.
Владел поместьями в с. Рыбалово, Бронницкого уезда (840 душ), с. Сумароково, Подольского уезда (30 душ). В Москве имел два дома: в Сущевской (усадьба Вадковских у Бутырской заставы) и Сретенской частях. Умер 21 марта 1820 года.

## Семья
Жена (с 24 апреля 1810 года) — Елизавета Петровна Елагина (ум. 1835), дочь Петра Васильевича Елагина. «Все дивятся на претолстого генерала Вадковского, который женится на огромной девице Елагиной. Это союз горы Сен-Готар с Монбланом», — писал из Москвы граф Ф. Ростопчин. В браке имели дочерей Варвару (1812—1817) и Александру (1817—1847), в замужестве Ганичеву, а также сына Ивана (1814—1865).